# Ungerns herrlandslag i basket

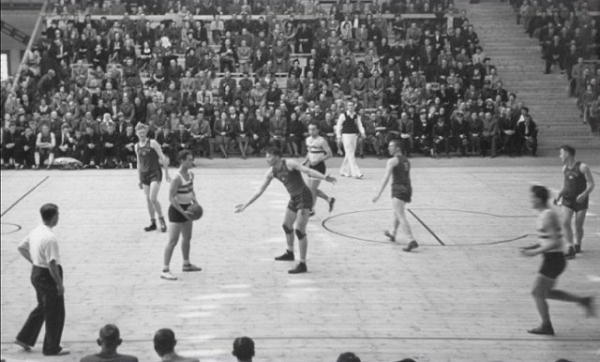
Litauen-Ungern vid Europamästerskapet 1939 i Litauen.

Ungerns herrlandslag i basket (ungerska: Magyar férfi kosárlabda-válogatott), representerar Ungern i basket på herrsidan. Laget tog guld vid Europamästerskapet 1955, silver 1953 och brons 1946.

### Fotnoter
1. ↑  Todor Krastev (19 mars 1955). ”Men Basketball European Championship 1955 Budapest (HUN) - 07-19.06 Winner Hungary” (på engelska). Sport Statistics. http://todor66.com/basketball/Europe/Men_1955.html. Läst 17 juni 2015.
2. ↑  Todor Krastev (19 mars 1953). ”Men Basketball European Championship 1953 Moscow (URS) - 23.05-04.06 Winner Soviet Union” (på engelska). Sport Statistics. Arkiverad från originalet den 20 september 2015. https://web.archive.org/web/20150920054152/http://todor66.com/basketball/Europe/Men_1953.html. Läst 17 juni 2015.
3. ↑  Todor Krastev (19 mars 1946). ”Men Basketball 4th European Championship 1946 Geneva (SUI) - 30.04-04.05 Winner Czechoslovakia” (på engelska). Sport Statistics. Arkiverad från originalet den 20 september 2015. https://web.archive.org/web/20150920055341/http://todor66.com/basketball/Europe/Men_1946.html. Läst 17 juni 2015.